# 獛属
獛属（学名：Genetta）是食肉目灵猫科的一属，包括以下几种：
- 埃塞俄比亚獛（Genetta abyssinica）
- 安哥拉獛（Genetta angolensis）
- 布氏獛（Genetta bourloni）
- 冠獛（Genetta cristata）
- 小斑獛（Genetta genetta）
- 约氏獛（Genetta johnstoni）
- 豹纹獛（Genetta pardina）
- 斑獛（Genetta maculata）
- 水獛（Genetta piscivora）
- 王獛（Genetta poensis）
- 尼日利亚獛（Genetta servalina）
- 瑟氏獛（Genetta thierryi）
- 大斑獛（Genetta tigrina）
- 大林獛（Genetta victoriae）